# Tweede Constantijn Huygensstraat
De Tweede Constantijn Huygensstraat is een straat in Amsterdam Oud-West. De straat kreeg in drie fasen haar naam (1894, 1898, 1985). Een eerdere naam voor de straat was de Tweede Bilderdijkstraat, de Eerste Bilderdijkstraat werd de Eerste Constantijn Huygensstraat.

## Geschiedenis en ligging
Tot in de 19e eeuw viel de omgeving bestuurlijk onder de gemeente Nieuwer-Amstel, die de straat enige tijd aanduidde als (Wijde) Gasthuislaan, vernoemd naar het ziekenhuis Wilhelmina Gasthuis (WG) uit de jaren negentig van de 19e eeuw. Lang heeft die naam niet bestaan, gemeente Amsterdam rukte op en annexeerde steeds delen van Nieuwer-Amstel, totdat ze uiteindelijk eigenaar was van dit stuk Nieuwer-Amstel.
Ze loopt parallel ten westen van de Eerste Constantijn Huygensstraat. Beide straten beginnen aan het Jacob van Lennepkanaal, de “eerste” begint bij de Pesthuysbrug, de “tweede”  bij de Jan Swammerdambrug. Daar waar de “eerste” al vroeg dat kanaal overstak, volgde de tweede pas in de jaren negentig van de 20e eeuw. Ze loopt zuidwaarts, steekt de Overtoom over en kent haar eind aan de Vondelstraat bij de Vondelkerk.

## Gebouwen
De westkant van het begin van de straat werd jarenlang gedomineerd door het genoemde ziekenhuis, dat in 1983 gesloten is, maar waarvan het hoofdgebouw vanaf dan als bedrijvencentrum nog steeds het beeld bepaalt. Daarna volgt een torenflat (Wilhelmina Toren) en relatieve laagbouw. Het blok woningen met huisnummers 32 tot en met 40 uit circa 1884 is gemeentelijk monument (nummer 224003), woningen verder aan die zijde zijn ook nog originele bouw, maar geen monument. Die even zijde van de straat eindigt bij het rijksmonument Vondelkerk. De oneven zijde van de straat begon vrijwel direct met het in 1965 opgeleverde Jan Swammerdam Instituut, een gebouw dat qua architectuur tegengestelde meningen opleverde, maar in 2004 sneuvelde. Er kwamen een school, behandelcentra geestelijke gezondheid en woningen voor in de plaats. Het woonblok met huisnummer 43 tot en met 51 uit circa 1892 wederom een gemeentelijk monument (nummer 224011). Vanaf daar zuidwaarts staan ook nog de originele woonhuizen tot aan de Vondelstraat.

### Wilhelmina Toren
De nieuwbouw aan de even zijde (huisnummer 2-28) kreeg de naam Wilhelmina Toren mee, een vernoeming naar het voormalige ziekenhuis, niet te verwarren met de Wilhelmina Tower op de Delflandlaan. Het complex werd naar een ontwerp van het architectenbureau KWA opgeleverd in 2002 als slot van een sanering van het gehele gasthuisterrein. Door hoogbouw (de toren heeft 14 bouwlagen) en laagbouw (zes bouwlagen) kon alhier stedelijke verdichting worden toegepast. 

## Kunst
De gevel van het WG wordt sinds 2017 gesierd door Huygenika van Uriginal Barcelona.